# Bűbájtábor
A Bűbájtábor (eredeti cím: Summer Camp Island) 2018 és 2023 között vetített amerikai televíziós számítógépes animációs kalandsorozat, amelyet Julia Pott alkotott. A Cartoon Network Studiosban készülő széria kétnapos maraton keretében debütált az amerikai Cartoon Networkön. Próbaepizódot a premiert megelőzően számos fesztiválon vetítették, ezeken több díjat is nyert. Magyarországon is a Cartoon Network mutatta be, 2018. november 29-én az Anilogue animációfesztiválon, majd december 10-én a televízióban.

## Cselekmény
A sorozat antropomorf állatok benépesítette világban játszódik. Oscar, az elefánt és Süni, a sündisznó először táboroznak a szüleiktől távol. A Bűbájtábor egy szigeten található, ahol boszorkányok, szörnyek, beszélő tárgyak és más mesebeli lények laknak. Oscar eleinte mindenáron haza szeretne menni, ám hamarosan megkedveli az új, kezdetben szokatlan helyzetet.

## Szereplők

### Főszereplők
| Szereplő          | Eredeti hang | Magyar hang     |
| ----------------- | --- | --------------- |
| Oscar Peltzer     | Justin Felbinger (bevezető rész) Elliott Smith (sorozat, 1. hang) Asher Bishop (sorozat, 2. hang) Antonio Raul Corbo (sorozat, 3. hang) | Pál Dániel Máté |
| Süni              | Ashley Boettcher (bevezető rész) Oona Laurence (sorozat)                                                                                | Laudon Andrea   |
| Susie McCallister | Pott Julia | Hermann Lilla   |
| Alice Fefferman   | Charlyne Yi | Tamási Nikolett |
| Betsy Spellman    | Nikki Castillo | Győrfi Laura    |
| Max               | Thomas Vaethroeder (bevezető rész) Ramone Hamilton (sorozat)                                                                            | Sándor Barnabás |

### Mellékszereplők
| Szereplő             | Eredeti hang                                           | Magyar hang                          |
| -------------------- | ------------------------------------------------------ | ------------------------------------ |
| Oscar pizsamája      | Anna Strupinsky (bevezető rész) Naomi Hansen (sorozat) | Pupos Tímea                          |
| Nap                  | Melanie Lynskey                                        | Pupos Tímea                          |
| Pepi                 | Sam Lavagnino (1-3. évad) Julian Edwards (4. évadtól)  | Berecz Kristóf Uwe                   |
| Lucy Thompson        | Indie Nameth                                           | Pekár Adrienn                        |
| Oliver               | Andre Robinson                                         | Ducsai Ábel                          |
| Alexa Mongello       | Alexa Nisenson                                         | Pál Zsófia Kira                      |
| cápa                 | Judd Hirsch (bevezető rész) Richard Kind (sorozat)     | Pál Tamás                            |
| Howard               | Mike Birbiglia                                         | Szrna Krisztián                      |
| Ava                  | Fortune Feimster                                       | Hám Bertalan                         |
| Mortimer             | Bobby Moynihan                                         | Hegedüs Miklós                       |
| Melvin               | Fekete Zoltán                                          |                                      |
| Blanche              | Alia Shawkat                                           | Csonka Anikó                         |
| Fahéjas Pirítós      | Alia Shawkat                                           | Mayer Szonja                         |
| Vaj                  | Alia Shawkat                                           | Vámos Mónika                         |
| Sue Peltzer          | Kathleen Wilhoite                                      | Vámos Mónika                         |
| Hold                 | Cedric the Entertainer                                 | Törköly Levente Pál Tamás (énekhang) |
| szörny az ágy alatt  | Judd Hirsch (bevezető rész) Alfred Molina (sorozat)    | Orosz Gergő                          |
| Freddie              | Cole Sanchez                                           | Sörös Miklós                         |
| Andy Peltzer         | Alfred Molina                                          | Sörös Miklós                         |
| Szaxofon, a jeti     | Elijah Wood                                            | Szabó Andor                          |
| idegen               | Ethan Maher                                            | Mayer Marcell                        |
| Alien király         | Sam Lavagnino                                          | Ács Balázs                           |
| Szellem              | Caleb McLaughlin                                       | Bergendi Áron                        |
| Banánhajó            | Nat Faxon                                              | Czető Ádám                           |
| Ramona               | Lesley Nicol                                           | Kovács Nóra                          |
| farkasember-királynő | Lorraine Bracco                                        | Kovács Nóra                          |

## Epizódok
| Évad | Évad | Epizódok | Epizódok         | Eredeti sugárzás   | Eredeti sugárzás    | Magyar sugárzás     | Magyar sugárzás     |
| Évad | Évad | Epizódok | Epizódok         | Évadpremier        | Évadfinálé          | Évadpremier         | Évadfinálé          |
| ---- | ---- | -------- | ---------------- | ------------------ | ------------------- | ------------------- | ------------------- |
|      | 1    | 40       | 20               | 2018. július 7.    | 2018. július 7.     | 2018. december 10.  | 2018. december 14.  |
| 20   | 1    | 40       | 2019. június 23. | 2019. július 21.   | 2019. augusztus 12. | 2019. szeptember 6. |                     |
|      | 2    | 20       | 20               | 2020. június 18.   | 2020. június 18.    | 2020. augusztus 10. | 2020. augusztus 21. |
|      | 3    | 12       | 12               | 2020. december 10. | 2020. december 24.  | 2021. augusztus 21. | 2021. szeptember 4. |
|      | 4    | 13       | 13               | 2021. június 17.   | 2021. június 17.    | 2021. november 15.  | 2021. november 22.  |
|      | 5    | 15       | 15               | 2021. december 9.  | 2021. december 9.   | 2022. július 30.    | 2022. augusztus 6.  |
|      | 6    | 20       | 20               | 2023. július 31.   | N/A                 | 2023. július 24.    | 2023. augusztus 4.  |

## Díjak és jelölések
| Év   | Díj                                       | Kategória                           | Jelölt                | Eredmény |
| ---- | ----------------------------------------- | ----------------------------------- | --------------------- | -------- |
| 2016 | AFI Fest                                  | Animációs rövidfilm – zsűrikülöndíj | Julia Pott és a pilot | Elnyerte |
| 2016 | AFI Fest                                  | Animációs rövidfilm                 | Julia Pott és a pilot | Jelölve  |
| 2017 | Florida Film Festival                     | Legjobb rövidfilm                   | Julia Pott és a pilot | Elnyerte |
| 2017 | Provincetown International Film Festival  | Legjobb animációs rövidfilm         | Julia Pott és a pilot | Elnyerte |
| 2017 | San Francisco International Film Festival | Legjobb családi film                | Julia Pott és a pilot | Elnyerte |
| 2017 | San Francisco International Film Festival | Legjobb animációs rövidfilm         | Julia Pott és a pilot | Jelölve  |
| 2017 | Sundance Filmfesztivál                    | ?                                   | Julia Pott és a pilot | Jelölve  |
| 2017 | SXSW Film Festival                        | Animációs rövidfilm                 | Julia Pott és a pilot | Jelölve  |
| 2018 | Common Sense Media                        | Common Sense Seal                   | Summer Camp Island    | Elnyerte |